# Литературная матрица
Литературная матрица: учебник написанный писателями — «альтернативный учебник литературы» — сборник популярных литературоведческих статей о писателях, входящих в школьную программу по литературе, задуманный Вадимом Левенталем и выпущенный издательством Лимбус Пресс в 2010 году в виде двухтомника. Кроме Левенталя составителями первого двухтомника стали Павел Крусанов и Светлана Друговейко-Должанская. В число авторов вошли Людмила Петрушевская, Андрей Битов, Александр Кабаков, Герман Садулаев, Ольга Славникова, Андрей Рубанов и другие.
В 2013 году вышел дополнительный, третий том «Литературной матрицы», посвящённый советской литературе и по-прежнему составленный Левенталем и Крусановым, а в феврале 2015 года издательство представило выпущенную в конце 2014 года книгу «Литературная Матрица. Т. 4. Внеклассное чтение», заявленную в аннотации как заключительную книгу серии. «Четвёртый том» сохранил некоторую преемственность с первыми тремя в том, что касается авторского состава, однако составители в выходных данных этой книги не указаны.
Исходный двухтомник стал бестселлером и вызвал многочисленные споры критиков. Игорь Сухих писал, что столь бурного обсуждения литературоведческой книги не было со времён «Прогулок с Пушкиным» Андрея Синявского. Большинство критиков признало, что сборник на самом деле не является учебником литературы для школьников, чего, впрочем не отрицали и редакторы-составители сборника. Елена Погорелая не нашла у сборника в целом литературной ценности, написав впрочем, что ей «жаль талантливых авторов, чьи статьи при удачном раскладе могли бы войти в программу внеклассного чтения по русской литературе — и, может быть, потеснить на „классических“ полках иные учебники». Однако большинство рецензентов отметили полезность этой книги как минимум для поддержания интереса к русской классике.
Более однозначно был встречен критикой третий том, вышедший на фоне явного дефицита современных литературоведческих работ о советских писателях (которые больше интересуют зарубежных славистов), хотя Е. Погорелая хотя и отметила более продуманную идею сборника, по прежнему критиковала его за неравноценность представленных в нём текстов.